# Tony Martin (acteur américain)
Pour les articles homonymes, voir Tony Martin et Martin.
Tony Martin (né le 25 décembre 1913 à San Francisco en Californie et mort le 27 juillet 2012 à Los Angeles, en Californie, États-Unis) est un acteur et chanteur américain.

## Biographie
Tony Martin a été marié à Alice Faye (1937-1940) et Cyd Charisse (1948-2008).

## Filmographie partielle

### Cinéma
- 1935 : Foolish Hearts de Ben Holmes (en)
- 1936 : Sing, Baby, Sing de Sidney Lanfield
- 1936 : Parade du football (Pigskin Parade) de David Butler
- 1936 : Back to Nature de James Tinling
- 1936 : Saint-Louis Blues (Banjo on My Knee) de John Cromwell
- 1937 : Brelan d'as (You Can't Have Everything) de Norman Taurog
- 1937 : Nuits d'Arabie (Ali Baba Goes to Town) de David Butler
- 1937 : Poupées de théâtre (Sally, Irene and Mary) de William A. Seiter
- 1937 : Petit Démon (The Holy Terror) de James Tinling
- 1938 : Monsieur tout-le-monde (Thanks for Everything) de William A. Seiter
- 1938 : Les Pirates du micro (Kentucky Moonshine) de David Butler
- 1940 : Musique dans mon cœur (Music in my heart) de Joseph Santley
- 1941 : La Danseuse des Folies Ziegfeld (Ziegfeld Girl) de Robert Z. Leonard
- 1941 : Les Marx au grand magasin (The Big Store) de Charles Reisner
- 1946 : La Pluie qui chante (Till the clouds roll by) de Richard Whorf
- 1948 : Casbah de John Berry
- 1951 : Les Coulisses de Broadway (Two tickets to Broadway) de James V. Kern
- 1952 : Le démon s'éveille la nuit (Clash by Night) de Fritz Lang (voix)
- 1953 : Il y aura toujours des femmes (Here Come the Girls) de Claude Binyon
- 1953 : Désir d'amour (Easy to Love) de Charles Walters
- 1954 : Au fond de mon cœur (Deep in My Heart) de Stanley Donen
- 1955 : La Fille de l'amiral (Hit the Deck) de Roy Rowland
- 1957 : Let's Be Happy d'Henry Levin
- 1982 : Dear Mr. Wonderful (en) de Peter Lilienthal (Cameo)